# Сетовка (приток Северки)
Сетовка — река в России, протекает в городском округе Воскресенск и Коломенском городском округе Московской области. Левый приток Северки.
Берёт начало у деревни Грецкой. Течёт на юг вдоль Новорязанского шоссе, пересекает Большое кольцо Московской железной дороги. Впадает в Северку в 9,5 км от её устья, у села Непецино. Длина реки составляет 12 км, площадь водосборного бассейна — 76,8 км².
На реке Сетовке расположены населённые пункты Грецкая, Невское, Сетовка, Степанщино, Андреевка, посёлок станции Непецино, Непецино, Санино.
По данным Государственного водного реестра России, относится к Окскому бассейновому округу. Речной бассейн — Ока, речной подбассейн — бассейны притоков Оки до впадения Мокши, водохозяйственный участок — Москва от водомерного поста в деревне Заозерье до города Коломны.